# Під золотим орлом
«Під золотим орлом» (рос. Под золотым орлом) — український радянський художній фільм 1957 року за однойменною п'єсою Ярослава Галана про повернення після війни на батьківщину переміщених осіб. З'явившись на початку хрущовської відлиги, фільм був визнаний недоцільним через його антиамериканську спрямованість — і не був випущений на екран.

## Сюжет
1946 рік, тільки закінчилася війна. В одному з невеликих містечок Західної Німеччини, що входить в американську зону окупації, знаходиться табір для переміщених осіб, в якому серед інших містяться викрадені на роботу в Німеччину жителі СРСР і колишні радянські військовополонені. Майор розвідки армії США Петерсон за допомогою українського націоналіста Цуповича і колишнього білогвардійця Бєліна намагається завербувати цінні кадри радянських людей на роботу в Бразилію, переконуючи, що на батьківщині їх чекає доля зрадників. Діючі в таборі підпільники, якими керує севастопольський моряк Андрій Макаров, за допомогою німецьких антифашистів і українки-остарбайтера Анни Робчук передають в радянську місію список осіб, які бажають повернутися в Радянський Союз. Американці, перехопивши список, з подивом виявляють, що серед 893 осіб там майже всі, кого вони «успішно завербували». Анна Робчук гине від руки Бєліна, але американські куратори звинувачують в її вбивстві Андрія Макарова. Підпільники, німецькі антифашисти і чесні американці на чолі з журналісткою Нормою Фансі знаходять докази невинності Макарова, однак майор Петерсон, який довідався про це, прискорює виконання вироку Макарову. Але список переданий — з 893 зазначених в ньому «переміщених осіб» всі, крім страченого американцями Андрія Макарова і убитої Анни Робчук, сходять з пароплаву, що причалив в Одесі, на рідну землю.

## У ролях
- Павло Кадочников —  Андрій Макаров, севастопольський матрос
- Тетяна Алексєєва —  Анна Робчук, українка-остарбайтер
- Феодосія Барвінська —  фрау Мільх, господиня трактиру «Під золотим орлом»
- Байба Індріксоне —  Норма Фансі, американська журналістка
- Михайло Сидоркин —  Боб Фобер, сержант військової поліції США
- Євген Кузнєцов —  Петерсон, майор розвідки США
- Ендель Нимберг —  Едвін Бентлі, лейтенант розвідки США
- Віктор Кулаков —  Бєлін, колишній корнет лейб-гвардії гусарського полку
- Петро Рєпнін —  Цупович, український націоналіст, комерсант зі Львова
- Матвій Шаримов —  начальник радянської місії
- Микола Засєєв-Руденко —  Мальцев
- Петро Омельченко —  Дуда
- Рудольф Нууде —  Ганс
- Еве Ківі —  німкеня
- Індриксоне Байба — Норма
- Євген Балієв — епізод
- Валентина Івашова — епізод
- Іван Твєрдохліб — епізод

## Знімальна група
- Режисер-постановник: Марія Афанасьєва
- Сценаристи: Марія Афанасьєва, Михайло Новиков
- Оператор-постановник: Микола Кульчицький
- Композитор: Микола Дремлюга
- Художник-постановник: Олексій Бобровников
- Режисер: Михайло Новиков